# SN 2002gx
SN 2002gx – supernowa typu Ia odkryta 13 października 2002 roku w galaktyce A023144+4016. W momencie odkrycia miała maksymalną jasność 19,00m.